# Filodrillia pergradata
Filodrillia pergradata é uma espécie de gastrópode do gênero Filodrillia, pertencente à família Borsoniidae.